# Operace Opera
Operace Opera (hebrejsky מבצע אופרה‎, mivca Opera; také známá jako operace Babylon nebo operace Ofra) byl překvapivý izraelský letecký útok na irácký jaderný reaktor Osirak (irácké označení: Tammuz 1), který se odehrál 7. června 1981.
Koncem 70. let zakoupil Irák od Francie jaderný reaktor „třídy Osiris“. Izraelská vojenská rozvědka předpokládala, že cílem výstavby jaderného reaktoru má být produkce plutonia, potřebného na vývoj iráckých jaderných zbraní. Izraelské zpravodajské služby se rovněž domnívaly, že léto roku 1981 by mohlo být poslední šancí zničit reaktor před tím, než bude spuštěn.
7. června 1981 byla provedena riskantní operace letky F-16A, za doprovodu letounů F-15A izraelského vojenského letectva (Israeli Air Force) se stroji, která bombardovala a těžce poškodila reaktor Osirak.

## Irácký jaderný program
Irák zahájil svůj jaderný program v 60. letech a v polovině 70. let jej chtěl rozšířit získáním jaderného reaktoru. Po neúspěšných žádostech o grafitem moderovaný typ reaktoru ve Francii a o reaktor Cirene v Itálii, nakonec irácká vláda přesvědčila francouzskou vládu o zakoupení lehkovodního reaktoru třídy Osiris.
Výstavba 40 megawattového lehkovodního jaderného reaktoru započala v roce 1979 v jaderném centru al-Tuwaita poblíž Bagdádu. Reaktor byl Francouzi přezdíván Osirak, jelikož se tak spojoval název státu – Irák a typ reaktoru – Osiris. Irák pojmenoval reaktor Tamuz 1, po měsíci v arabském kalendáři, ve kterém přišla strana Baas v roce 1968 k moci.

## Izraelská diplomatická reakce

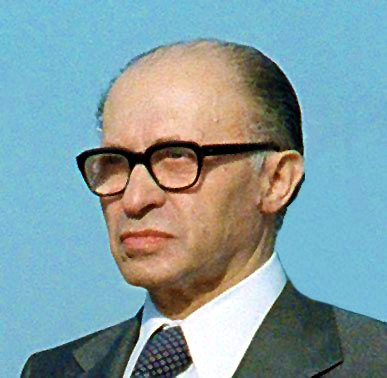
Menachem Begin, toho času premiér Izraele

Izrael se dozvěděl o existenci programu reaktoru během prvního období Jicchaka Rabina v pozici premiéra a vnímal skutečnost, že by Irák vlastnil jaderný reaktor, který by mohl být použit pro výrobu jaderných zbraní, jako hrozbu.
Irák protestoval, že jeho snaha o využití jaderné energie je čistě mírová. Toho času byl navíc Irák signatářem Smlouvy o nešíření jaderných zbraní, což znamenalo, že reaktor bude pod dohledem Mezinárodní agentury pro atomovou energii (MAAE). Monitorování MAAE však nebylo obecně považováno za dostatečnou záruku, že nebude veden i zbraňový jaderný výzkum.
Izraelský ministr zahraničí Moše Dajan zahájil v této záležitosti diplomatická jednání s Francií, Itálií (Izrael měl informace, že některé italské firmy slouží jako dodavatelé a subdodavatelé) a Spojenými státy, ale neuspěl při získání ujištění o zastavení výstavby reaktoru a nebyl rovněž schopen přesvědčit francouzskou vládu Valéry Giscard d'Estainga a François Mitterranda, aby přestala pomáhat Iráku s jeho jaderným programem.

## Operace

### Plánování
Vzdálenost mezi izraelskou leteckou základnou a reaktorem byla značná (přes 1 600 km) a znamenala, že stíhači budou muset operovat bez možnosti snadného doplnění paliva, a že budou muset přeletět nad jordánským a saúdským územím. Navíc izraelské zpravodajské služby nemohly zaručit plnou znalost o irácké obraně.
Po značných úvahách se izraelská armáda nakonec rozhodla, že letka plně naložených a natankovaných stíhacích bombardérů F-16A s přídavnými nádržemi a skupina letounů F-15A, která jim bude poskytovat krytí a bojovou podporu, provede chirurgický letecký útok na samotný reaktor.
Izraelská armáda se rovněž rozhodla, že je nezbytné zničit reaktor před tím, než do něj bude přivezeno jaderné palivo, aby se co nejvíce minimalizoval případný dopad zničení reaktoru na civilní obyvatelstvo. Na základě informací zpravodajských služeb, že budou tyče reaktoru převezeny do Iráku z Francie, se izraelská vláda (tehdy pod vedením Menachema Begina) rozhodla schválit tuto operaci.

### Záhadná úmrtí
Podle soukromé americké konzultační zpravodajské agentury Stratfor zemřeli v měsících před izraelským leteckým útokem na Osirak nejméně tři iráčtí jaderní vědci za záhadných okolností.

### Útok

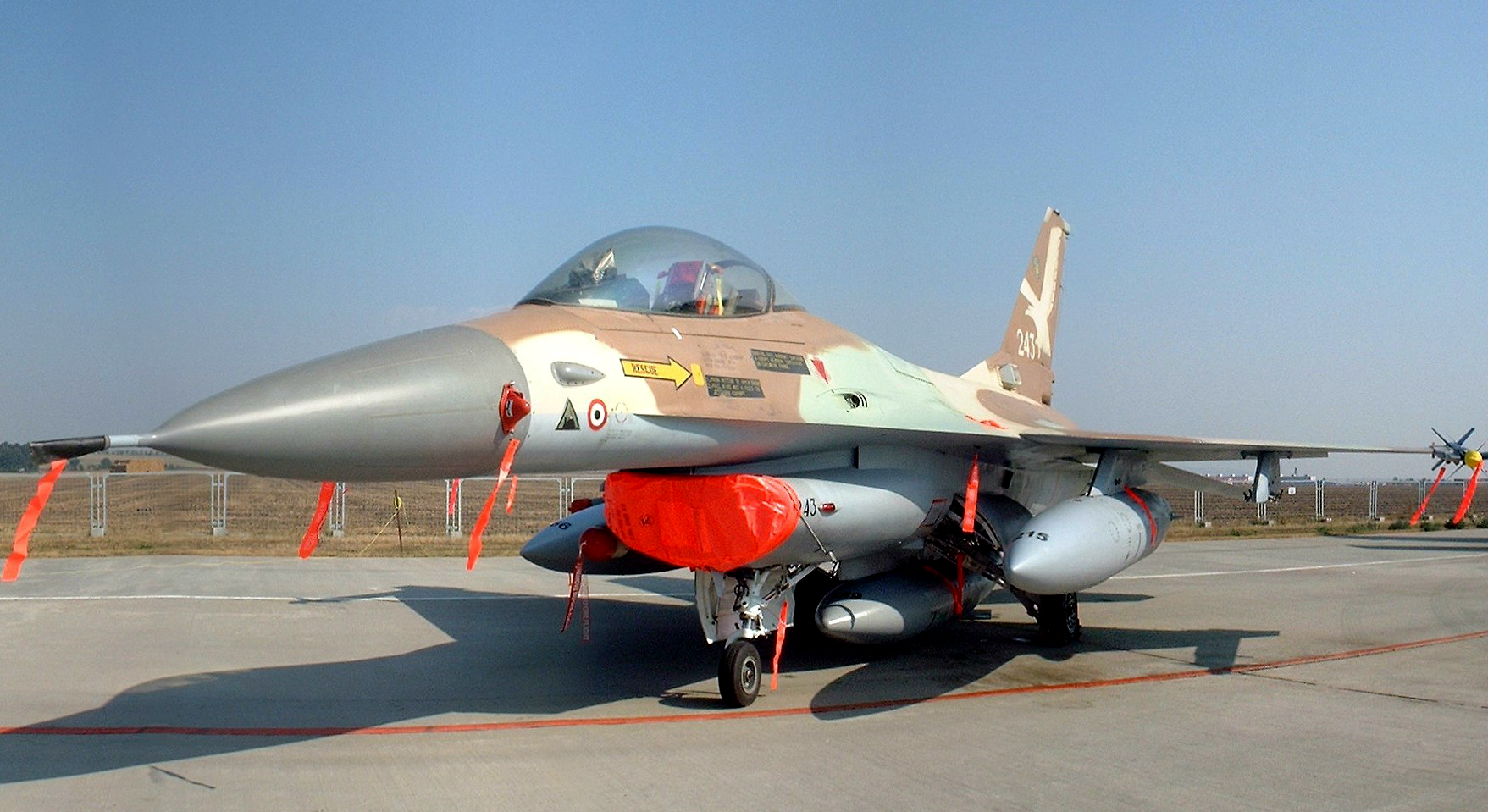
IAF F-16A Nec '243', letoun pilotovaný plukovníkem Ilanem Ramonem během operace Opera

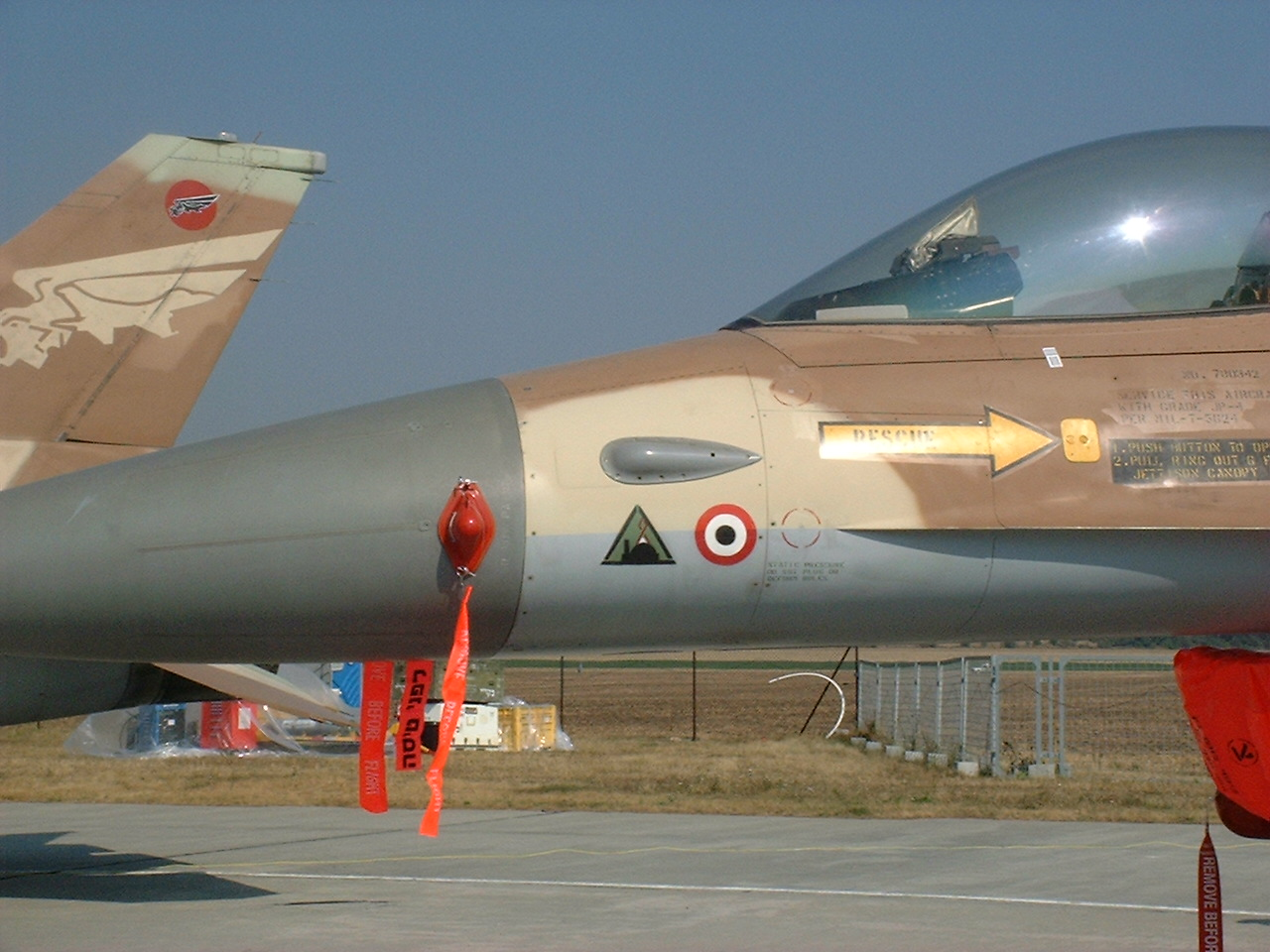
Přední část letounu F-16A, který byl pilotován Ilanem Ramonem během operace Opera, zobrazující trojúhelníkový symbol operace

Operace Opera byla pečlivě naplánována na neděli, aby se minimalizovaly ztráty na životech zahraničních pracovníků a doba útoku, který měl být proveden pozdě odpoledne, byla naplánována tak, aby poskytla záchranné izraelské letecké jednotce 669 celou noc na pátrání po případných sestřelených izraelských pilotech.
Byl vypraven let osmi letounů F-16A izraelského vojenského letectva (letouny č. 107, 113, 118 a 129 ze 117. peruti a č. 239, 240, 243 a 249 ze 110. peruti). Všechny letouny měly ve výzbroji dvě bomby  Mark 84 o hmotnosti 2000 liber se zpožděnou detonací a přídavné palivové nádrže. K letce strojů F-16A bylo vypraveno i 6 letounů F-15A, pro poskytnutí stíhací ochrany.
7. června 1981 v 15:55 místního času (12:55 GMT) se operace rozběhla. Letouny vyrazily ze základny Ecion (dnes letiště Taba) v Negevské poušti na jihu Izraele a pokračovaly přes saúdský vzdušný prostor. Podle Rafa'ela Ejtana letouny bezprostředně po startu shodou okolností přeletěly přímo nad soukromou jachtou jordánského krále Hussajna. Hussajn rozpoznal izraelské znaky a okamžitě si uvědomil cíl jejich mise a neúspěšně se pokusil varovat Iráčany. Existují pochybnosti o pravdivosti této události.[zdroj?]
Když byly letouny vzdáleny zhruba 1 000 km od Izraele, nastala komplikace s přídavnými palivovými nádržemi letounů F-16A. Letouny byly tak těžce naloženy, že byly přídavné nádrže vyčerpány ještě během letu k Osiraku. Tyto nádrže sice byly navrženy tak, že je bylo za letu možno odhodit, ale nebylo to možné v případě, že letoun stále nesl bomby Mark 84. Existovala totiž možnost, že by se nádrže při odhození mohly zaplést do držáků zbraní. To se však nestalo a letka bombardérů F-16A zvládla bezpečně odhodit své prázdné přídavné palivové nádrže nad saúdskou pouští.
Poté, co letouny dosáhly iráckého vzdušného prostoru, došlo k oddělení letky, kdy dva letouny F-15 uzavíraly formaci letounů F-16 a zbylé letouny F-15 se rozptýlily v iráckém vzdušném prostoru.
Letka sestoupila na 30 metrů nad iráckou pouští a skryla se tak před radarem irácké obrany.
V 18:35 místního času (17:35 izraelského času/14:35 GMT), 20 kilometrů před komplexem Osirak, vystoupala letka bombardérů F-16 do výšky 3000 metrů a pod úhlem 35° klesala rychlostí 1100 km/h. Ve výšce 1000 metrů začaly bombardéry shazovat bomby Mark 84 v pětisekundových intervalech. Všech šestnáct bomb zasáhlo komplex reaktoru, avšak dvě nevybuchly. Po odhození bomb se letouny musely vypořádat s hustou protiletadlovou obranou a vystoupaly do výšky 12 200 metrů. Nevzlétlo však žádné irácké letadlo a žádné z izraelských letadel nebylo iráckou protiletadlovou obranou zničeno. Všechny letouny se úspěšně vrátily a v 19.00 izraelského času dosedly na leteckou základnu Ramat David jihovýchodně od Haify.

### Důsledky
Podle plánu byl komplex reaktoru těžce poškozen. Jedenáct mužů – deset iráckých vojáků a jeden francouzský civilista – bylo při útoku zabito. Krátce poté se objevily spekulace, že francouzský výzkumník, Damien Chaussepied byl ve skutečnosti agent Mosadu, který měl umístit naváděcí světla pro letouny. Pro toto tvrzení však nikdy nebyly předloženy nevyvratitelné důkazy.
Izrael tvrdil, že tyto ztráty byly následkem zbloudilé palby protiletecké obrany irácké armády a ne důsledkem samotného bombardování.
Žádný z izraelských letounů nebyl iráckou armádou poškozen ani zničen. Všech čtrnáct letounů se nakonec, téměř bez paliva, bezpečně navrátilo do izraelského vzdušného prostoru a bezpečně přistálo.

## Mezinárodní reakce
Izraelský útok byl velmi kritizován. Izrael reagoval tak, že jeho akce byla sebeobrana a tudíž je ospravedlnitelná podle odstavce 51 Charty OSN. Navíc je Izrael s Irákem ve válečném stavu od založení Izraele v roce 1948. Mnoho kritiků odmítá platnost preventivní sebeobrany, při absenci bezprostředního ozbrojeného útoku. Zejména Francie pak byla rozhořčená ztrátou francouzského státního příslušníka a po útoku francouzsko-izraelské vztahy velmi ochladly.
Rada bezpečnosti OSN přijala rezoluci č. 487, která útok rázně odsoudila, jakožto jasné porušení Charty. Tato rezoluce dále vyzvala Izrael, aby nechal své jaderná zařízení kontrolovat Mezinárodní agenturou pro atomovou energii (MAAE). K rezoluci se připojily i Spojené státy americké, které však odsoudily akci, ne národ. Jejich odpovědí bylo dočasné stažení kontingentu letounů již přislíbených Izraeli.
Francie nakonec přerušila spolupráci s Irákem v roce 1984. Komplex Osirak byl nakonec kompletně zničen během Války v Zálivu. Počátkem 90. let se postupně změnil i náhled na útok na Osirak. Kdyby nebyl Izrael podnikl tento útok, Irák by nezaútočil v roce 1991 na Kuvajt jako sousední stát, ale jako sousední jaderný stát.